# Kalenderstickan från Lödöse
Kalenderstickan från Lödöse är en sticka, tillverkad i buxbom, 205 mm lång och 11–18 mm tjock, vilken hittades 1961 inne i de centrala delarna av det medeltida Lödöse och anmäldes till Runverket som ”runpinne”. Den hittades i en arkeologisk lagerföljd som angav tidigt 1200-tal. Föremålet visade sig vara en medeltida helgonkalender av en ålderdomlig typ där man kan fastställa veckodag för de olika helgondagarna som är markerade. Att det rörde sig om en runkalender var uppenbart då bredsidornas tecken var 365 stycken. Totalt finns 657 tecken och av dem är 631 enkla och de övriga är kombinationstecken som ger markeringarna olika innebörd. Föremålet är mycket välbevarat och avläsningen är säker i varje detalj.
Kalenderstickan är utställd på Lödöse museum och har i samnordisk runtextdatabas signum Vg 233.

## Markeringarnas betydelse
Bredsidorna är uppdelade i en vintersida som omfattar månaderna november till april och en sommarsida som omfattar maj till oktober. Årscykeln börjar med den 1 november. Varje månad börjar med den anglosaxiska runan för Calc, i detta fall står den för kalender, hela streck är dagar utan kyrklig firningsdag och halva streck är festdag av låg firningsgrad. Korstecknet betecknar högsta firningsgraden och streck med bistav åt vänster festdag av mellangrad, f-runan står för det latinska vigilia och betecknar fastedagar. Vissa dagar är markerade med en punkt, i några fall finns fortfarande blyfyllningen kvar. De markerar de ”egyptiska dagarna”, det vill säga otursdagar, i regel två per månad.

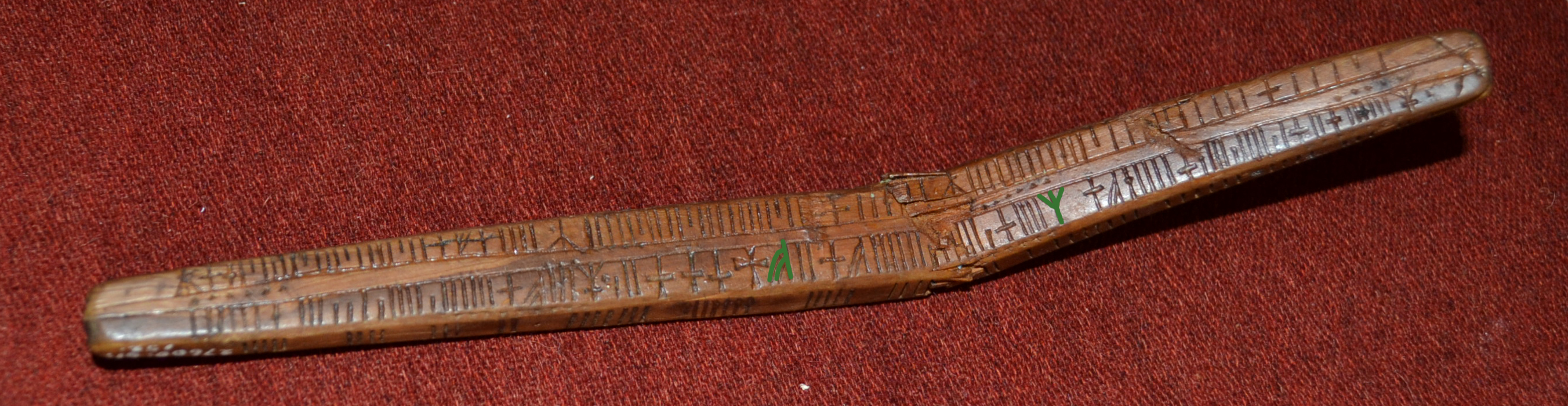
Kalendersticka

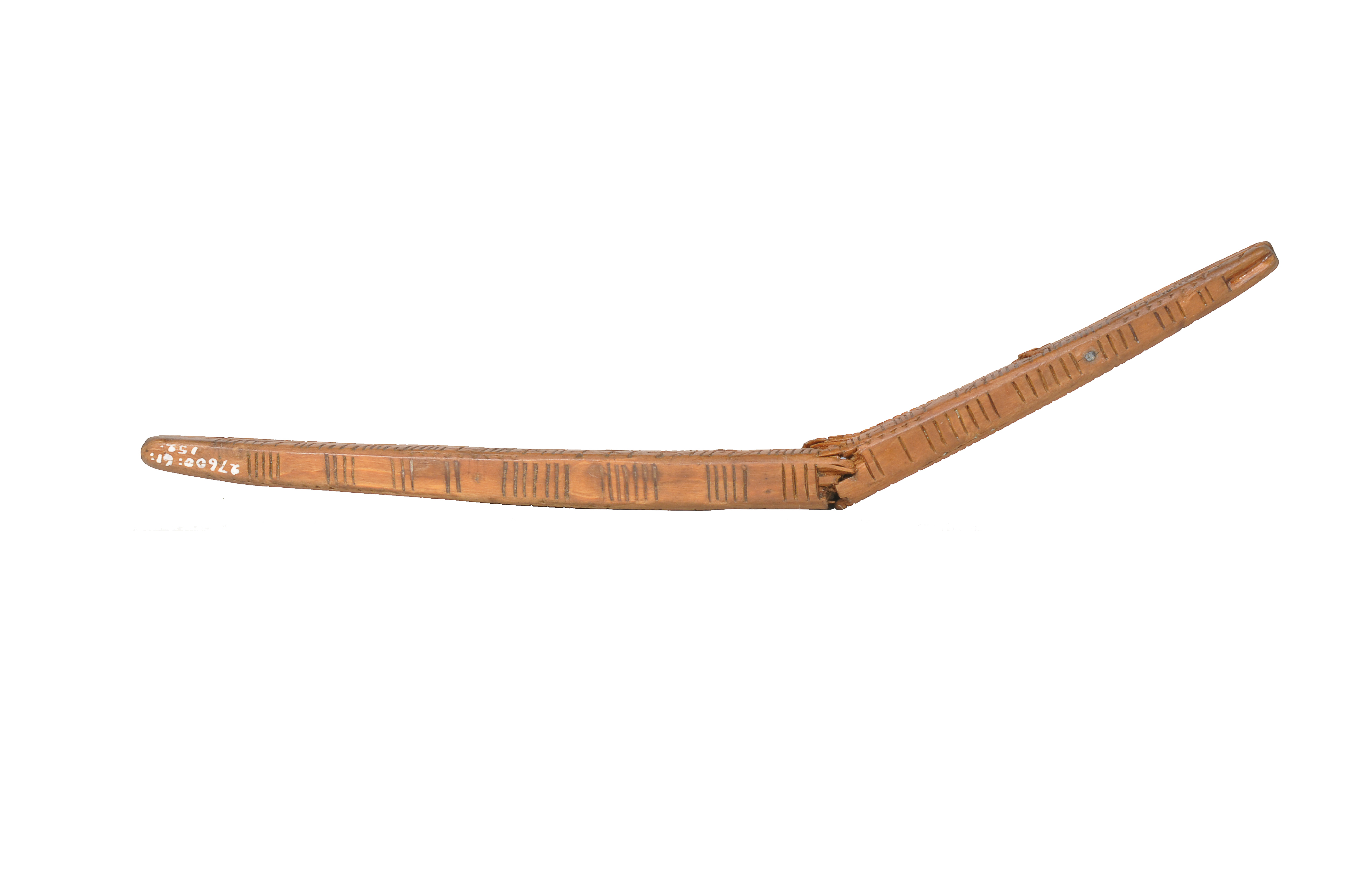
Solcykelns konkurrenter

Skråsidornas streck är uppställda i grupper med en punkt emellan och motsvarar konkurrenterna i den 28-åriga solcykeln. Vet man då årets soltal kan man fastställa veckodagen för den 24 mars. Att använda detta system är krångligt speciellt som kalenderstickan inte har var sjunde dag markerad. I stället används solregularer, dessa finns som en punktserie på stickan under varje månads kalender. Översätter man punkterna till siffror får man fram talserien med början i januari – 3 6 5 1 3 6 1 4 7 2 5 7. Genom att addera solregularen för en viss månad med konkurrenten (streckmarkeringarna på skråsidan) kan man få fram vilken veckodag en viss månads kalender infaller på. Till exempel är konkurrenten för år 1 5, och solregularen för april är 1 vilket blir 5+1=6, alltså en fredag. Lödösestickans solår börjar den 1 mars och systemet är äldre än den julianska kalendern med årsbörjan den 1 januari.
Något som var viktigt var att kunna fastställa de rörliga högtiderna, främst påsken. Det låter sig inte göras med hjälp av solen utan man måste kunna fixera månskiftena. Det vanligaste hjälpmedlet under medeltiden var de så kallade gyllentalen, de finns heller inte på kalendern. Den har ett system som är betydligt äldre – månregularer som finns återgivna på stickan ovanför varje kalender. För att kunna använda dessa krävs att man har kännedom om epakterna det vill säga tal som anger månens ålder den 22 mars. Epakttalen växlar varje år i den 19-åriga måncykeln. Epakttalen är inte med på kalendern så ägaren måste ha skaffat sig information om dessa på annan väg än den matematiska. Med hjälp av dessa kan man ta reda på månens ålder första dagen i månaden och då även fastställa när påsken kommer att infalla. De sex små punkterna, en framför varje udda månad, hänger samman med månloppen. Eftersom ett månlopp är 29,5 dygn har man satt en punkt framför månaderna med udda nummer och räknat månloppet som 30 dygn och de övriga sex 29 dygn. Med hjälp av detta kan man räkna ut när nästa nytändning ska ske.

## Datering och proviniens
Flertalet firningsämnen på kalenderstickan är traditionella och berättar inte något om varifrån denna kalender kommer. Att den är nordisk kan man sluta sig till av att Knut den helige och Sankt Olav är med, ett annat danskt helgon förekommer den 30 oktober, Thøgher, ett lokalhelgon med högsta firningsdag som inte föregicks av någon fasta. De flesta firningsdagar har förmedlats av tyska missionen men den konkurrerande engelska finns också representerad på stickan. Frånvaron av vissa helgon kan ge en vink om kalenderns datering. Inget helgon som började firas på 1150-talet är med, det pekar på en datering till 1100-talets första hälft, kanske närmast dess mitt. Vad ursprunget beträffar kommer den troligen söderifrån mot Danmark, i stället för Skarastiftet där den är hittad.
Att idag kunna räkna ut vilken veckodag en viss helgonfirningsdag infaller på är omöjligt på denna kalender. Den slutade fungera i och med den nya kalenderns införande i Sverige 1753.